# Washingtonia robusta
La palmera de abanico mexicana (Washingtonia robusta) es una especie de planta perteneciente a la familia Arecaceae.

## Descripción
Es una palmera de la familia de las Arecaceae, con tronco robusto, esbelto y simple de hasta 35 metros de altura, engrosado en la base, revestido por los restos de las hojas ya secas que forman un característico aditamento, aunque desaparece con el tiempo. 
Presenta hojas en abanico, con hilos blancos y largos en la juventud que desaparecen con la edad, divididas casi hasta la mitad, con segmentos pendientes, con pecíolos largos de bordes espinosos. Inflorescencia en la base de las hojas inferiores, ramificada y pendiente. Frutos esféricos, numerosos, de color negro de 0.5 cm de diámetro y comestibles, aunque con una fina piel. El fruto también ha sido investigado para producir etanol.
Es una especie muy variable debido a que posiblemente se hibrida con la palma de California (Washingtonia filifera) dando lugar a ejemplares de características intermedias.

## Distribución
Es una palmera originaria del sur de la península de Baja California, México, en donde crece en abundancia en cañadas y cañones con agua corriente, aunque de manera esporádica se encuentra también en la mitad de la misma península y algunos sitios de Sonora.

### Cultivo y usos
Mientras que Washingtonia filifera resiste mejor las heladas y se adapta mejor a los climas del interior de Estados Unidos, Washingtonia robusta se adapta mejor a suelos arcillosos y húmedos, pero se ha cultivado en el suroeste de Estados Unidos, California, Arizona, sur de Nevada, y sur de  Nuevo México. También a lo largo de la costa del golfo de México desde Texas y Luisiana hasta Florida.

## Taxonomía
Washingtonia robusta fue descrita por (Lindl.) H.Wendl. y publicado en Garten-Zeitung. Monatsschrift für Gärtner und Gartenfreunde 2: 198, en 1883.
Etimología
Washingtonia: nombre genérico que lleva el nombre de George Washington.
robusta: epíteto latino que significa "robusta".
Sinonimia
- Neowashingtonia robusta (H.Wendl.) A.Heller
- Washingtonia sonorae S.Watson[5]
- Brahea robusta Voss
- Neowashingtonia robusta (H.Wendl.) A.Heller
- Neowashingtonia sonorae (S.Watson) Rose
- Pritchardia robusta (H.Wendl.) Schröt.
- Washingtonia filifera var. gracilis (Parish) L.D.Benson
- Washingtonia filifera var. robusta (H.Wendl.) Parish
- Washingtonia filifera var. sonorae (S.Watson) M.E.Jones
- Washingtonia gracilis Parish
- Washingtonia robusta var. gracilis (Parish) Parish ex Becc.
- Washingtonia sonorae S.Watson[6]

## Nombre común
- Español: palmera de abanico mexicana
- Inglés: Mexican fan palm, Mexican Washington palm, Mexican washingtonia, thread palm.
- Francés: palmier évantail du Mexique[7]

### Galería

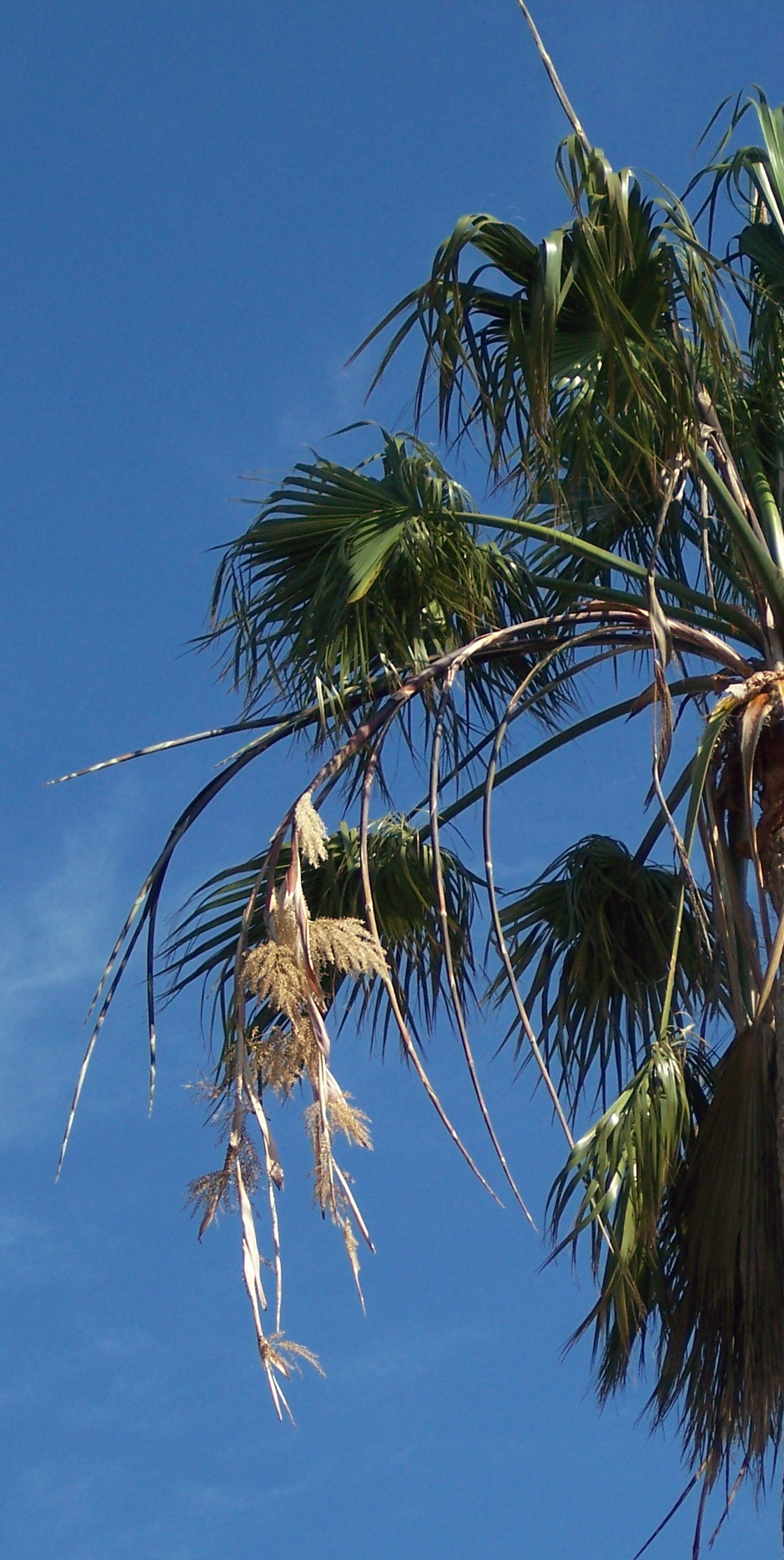
Inflorescencia
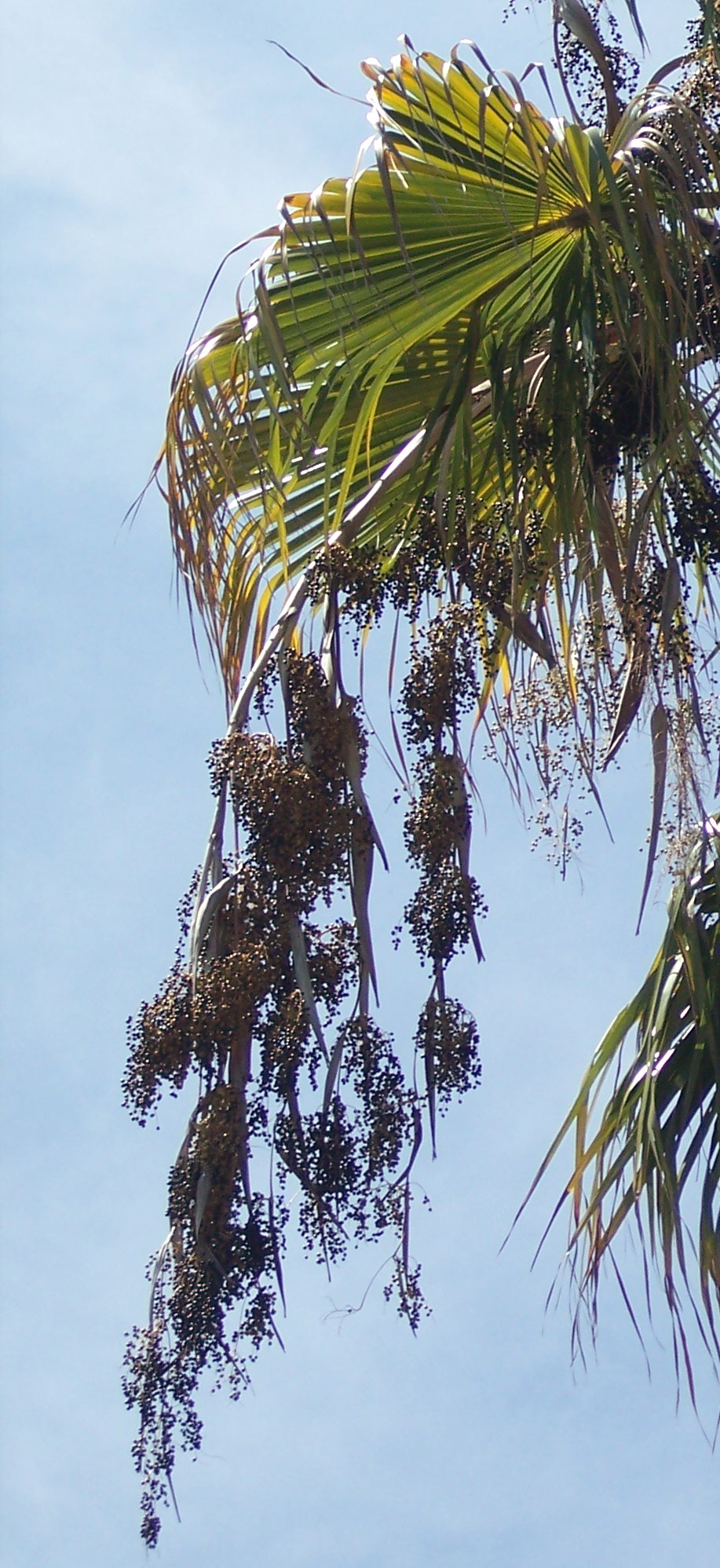
Infrutescencia
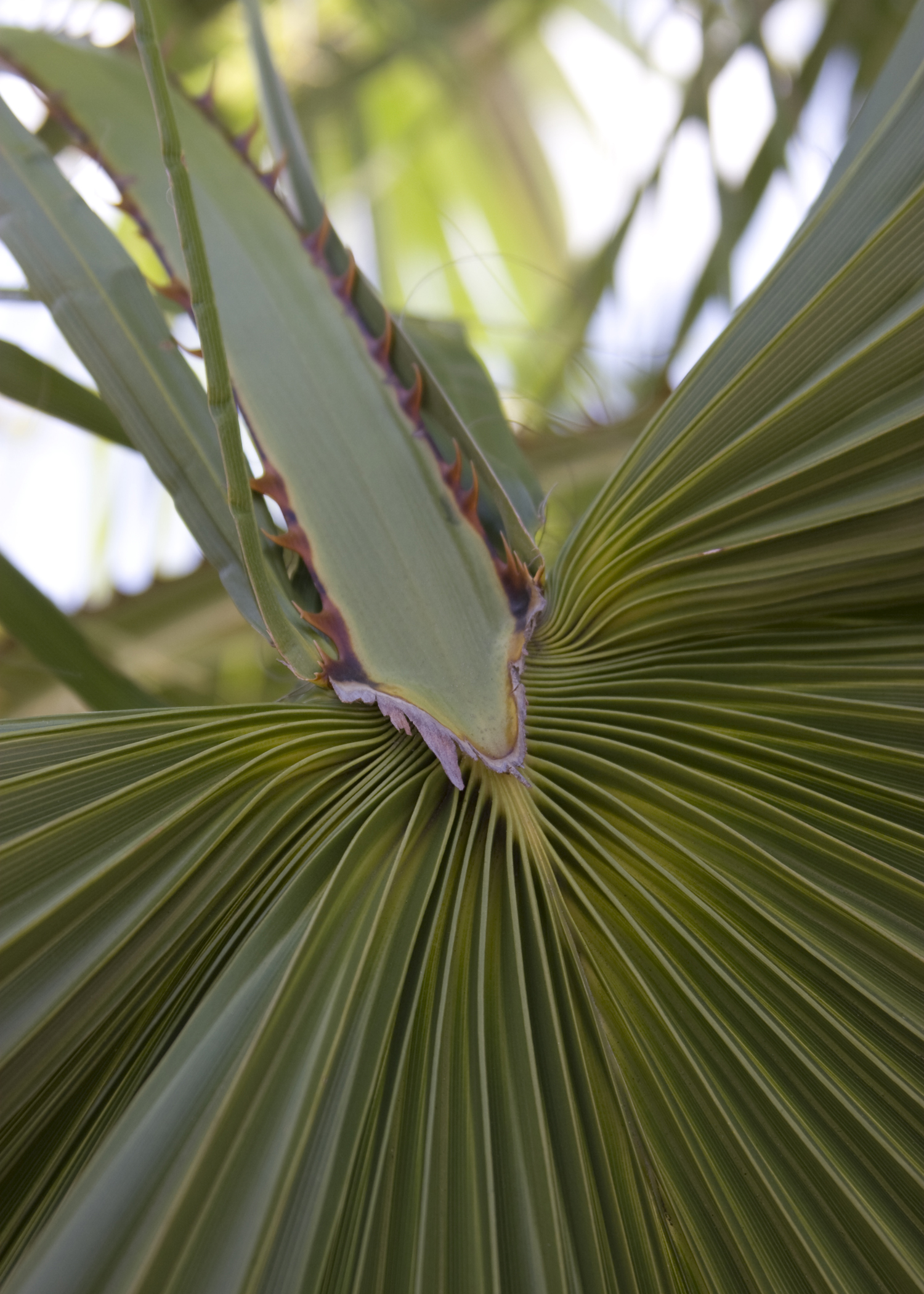
Hastula o ligula
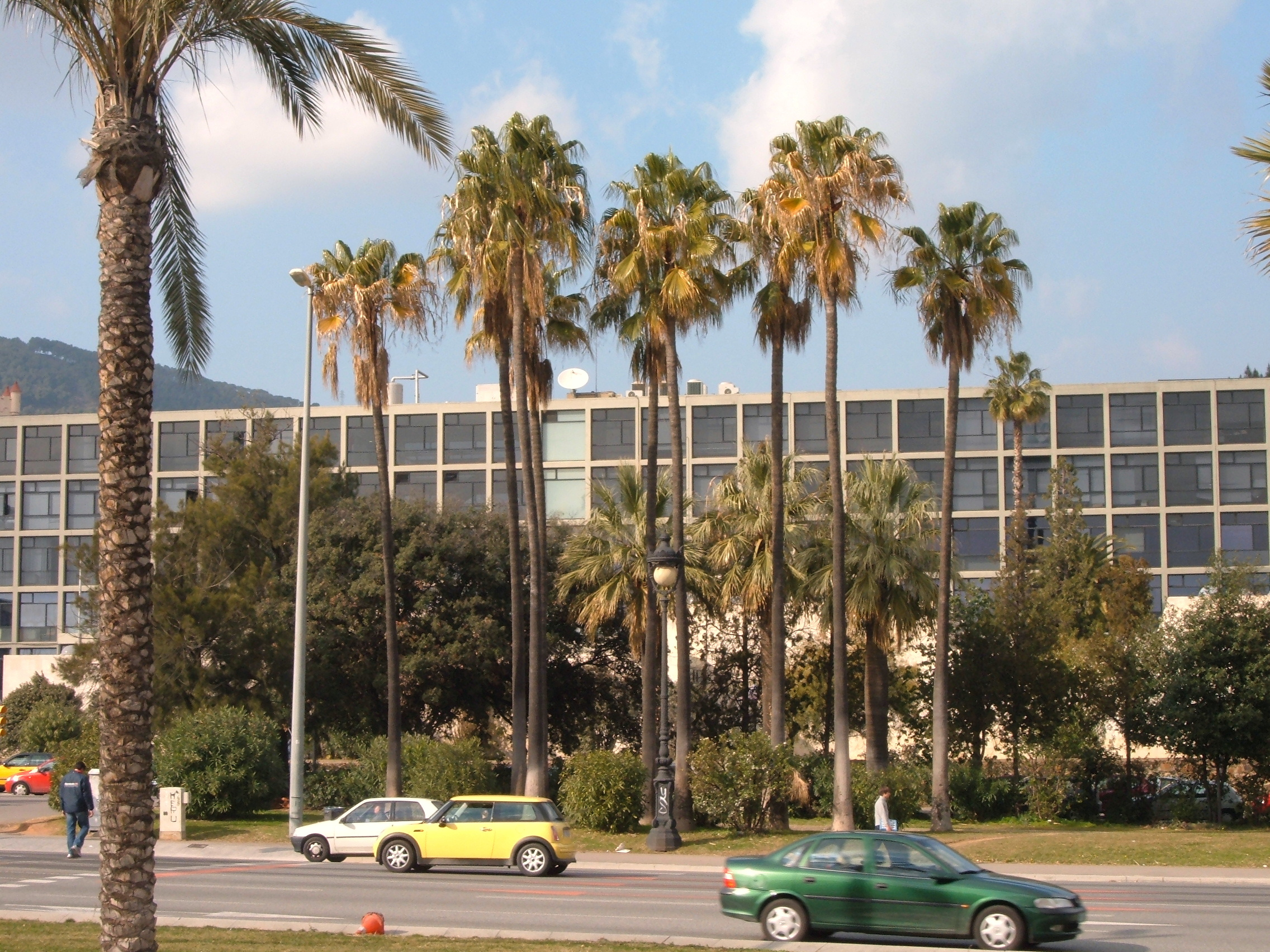
Grupo de palmeras Barcelona
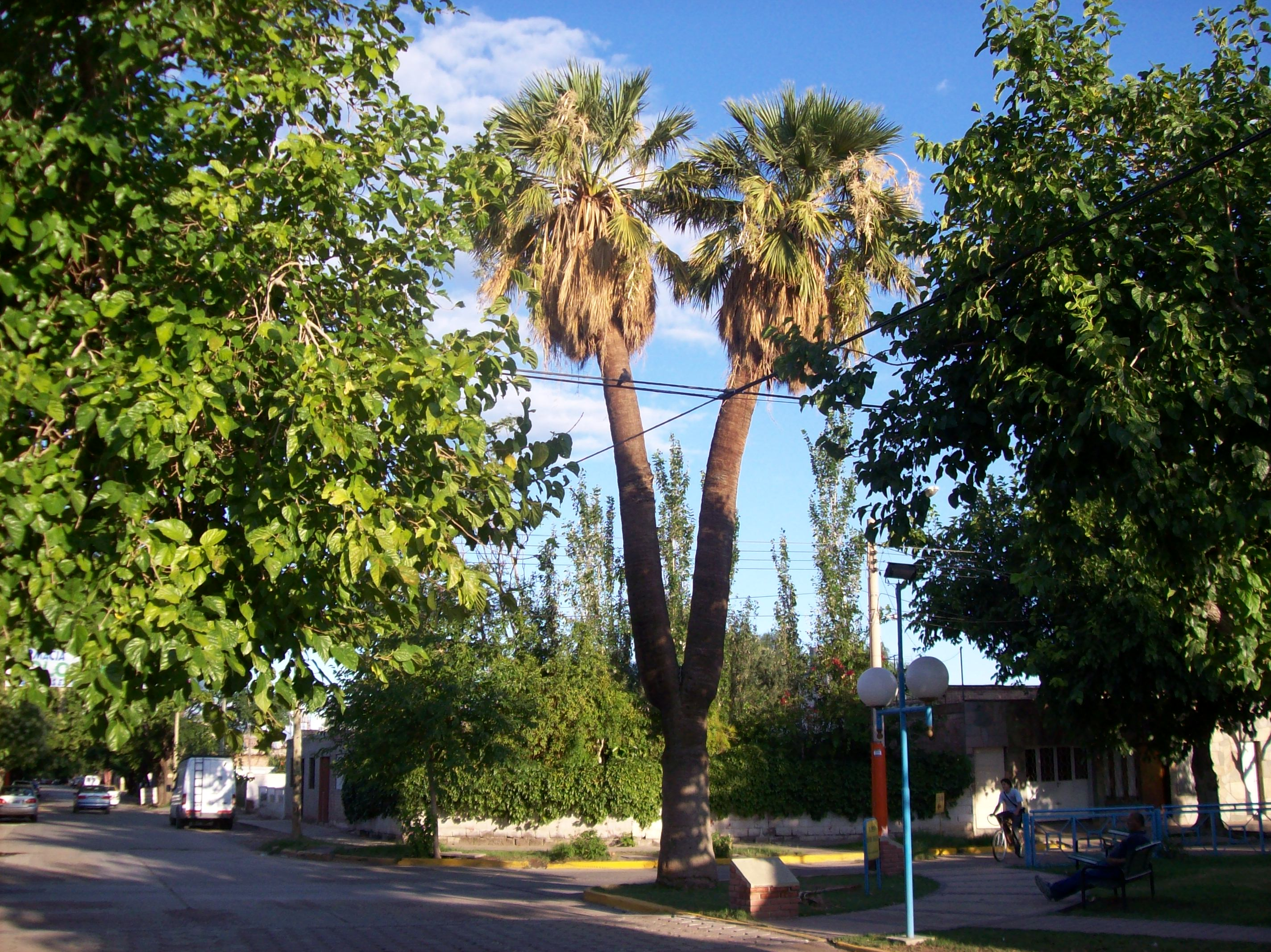
Palmera de dos brazos en San Juan (Argentina).